# 비츠엔터테인먼트의 음반
이 문서는 비츠엔터테인먼트에서 발표한 음반의 목록이다.

## 2020년대
- 2023년 10월 18일 영파씨 - MACARONI CHEESE
- 2024년 2월 4일 영파씨 - [Digital Single] YOUNG POSSE UP
- 2024년 3월 20일 영파씨 - XXL
- 2024년 6월 26일 영파씨 - [Digital Single] On My Scars
- 2024년 8월 21일 영파씨 - ATE THAT
- 2024년 10월 18일 영파씨 - [Digital] Year 1 : We Still Loading
- 2024년 12월 13일 영파씨 - [Digital Single] ㄱㅓ리에서...(Street Carol...)(With 존박)
- 2025년 3월 2일 영파씨 - COLD
- 2025년 8월 14일 영파씨 - Growing Pain pt.1 : FREE